# 1921年4月8日日食
1921年4月8日日食是一次日環食，發生於1921年4月8日。新月當天（即朔日），地球上觀測到月球和太阳的角距離極小，此時月球如果恰好在月球交點附近，穿過太阳和地球之間，與地球、太阳接近一直線，則會出現日食。月球穿過太阳和地球之間，但距地球較遠，本影未能接觸地表，而使偽本影覆蓋的區域內看到月球的角直徑小於太陽，就形成日環食，同時在偽本影兩側數千公里的半影範圍內形成日偏食。此次日環食經過了英国、挪威、蘇俄，日偏食則覆蓋了歐亞大陸中北部及周邊部分地區。

## 日食概況

### 出現區域
紐芬蘭島東南約800公里的北大西洋在日出時最先看到日環食，隨後月球偽本影向東北移動，擦過英国蘇格蘭北部，在挪威南特倫德拉格郡弗爾島西北約160公里的挪威海東部海面達到最大食分。此後偽本影又擦過挪威西北部，進入北冰洋，逐漸轉向東南，並覆蓋了蘇俄北端的部分島嶼，最終在日落時分結束於亨里埃塔島西北約90公里的北冰洋海域。
偽本影經過的陸地依次包括：
- 大不列颠及爱尔兰联合王国：蘇格蘭的外赫布里底群島、高地西北半部、奥克尼、设德兰；
- 挪威：諾爾蘭郡西北角、特羅姆斯郡西北部、芬馬克郡極西北角；
- 俄羅斯社會主義聯邦蘇維埃共和國：法蘭士約瑟夫地群島東南部、維澤島西北部、烏沙科夫島、北地群島北部、本尼特島東北半部。[3][4]

除了上述狹窄的環食帶內能看到日環食之外，月球半影覆蓋範圍內都能看到日偏食，包括加拿大東部、圣皮埃尔和密克隆、紐芬蘭自治領（今加拿大紐芬蘭與拉布拉多省）中東部、格陵兰、整個欧洲、非洲西部和北部、西亚北部、中亚除極南端外的絕大部分、中國北部、蘇俄中西部。

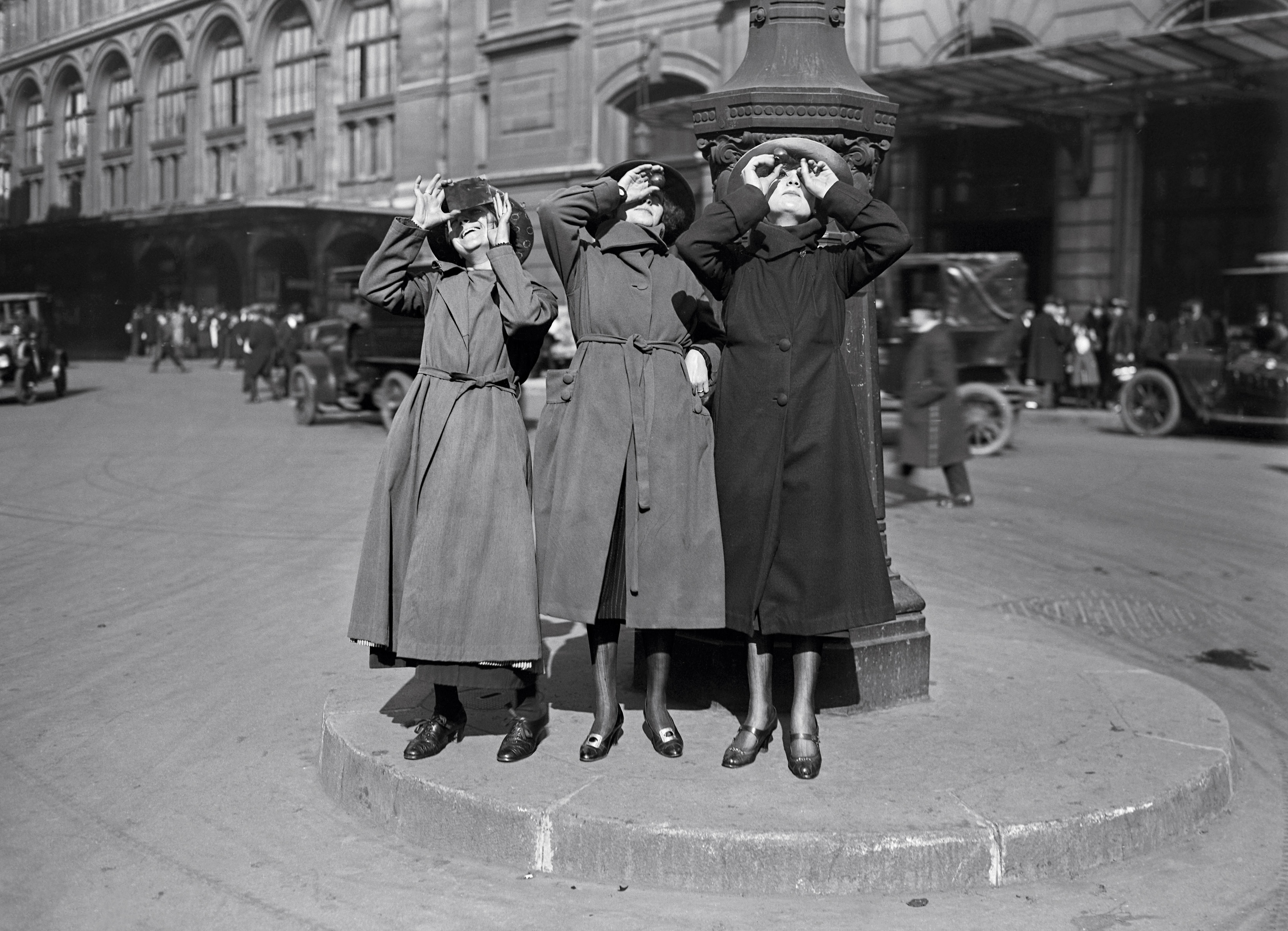
法国巴黎的三位女性在觀看日偏食

### 基本參數
- 類型：日環食
- 食甚中心處（位於挪威南特倫德拉格郡弗爾島西北約160公里的挪威海）資料：
  - 時間：1921年4月8日9:14:39.2
  - 地點：64°29.5′N 5°33.9′E / 64.4917°N 5.5650°E
  - 食分：0.9753（環食帶內最大）
  - 日環食持續時間：1分50.3秒

## 相關的日食

### 1921-1924年的日食
月球交替位於相對的月球交點時，以半個交點年（食年），即約177天又4小時間隔出現下列日食。
| 降交點                                          | 降交點                  |          | 升交點                   | 升交點 |
| 沙羅周期                                        | 地圖                    | 沙羅周期 | 地圖                     |        |
| 118                                             | 1921年4月8日 環食       | 123      | 1921年10月1日 全食       |        |
| 128                                             | 1922年3月28日 環食      | 133      | 1922年9月21日 全食       |        |
| 138                                             | 1923年3月17日 環食      | 143      | 1923年9月10日 全食       |        |
| 148                                             | 1924年3月5日 偏食（南） | 153      | 1924年8月30日 偏食（北） |        |
| 註：1924年7月31日的日偏食屬於下一組交點年系列。 |                         |          |                          |        |

### 沙羅周期
沙羅周期長度為18年11天。本次日食屬於沙羅周期118，共包含72次日食，依次為803年5月24日至929年8月7日的8次日偏食、947年8月19日至1650年10月25日的40次日全食、1668年11月4日至1686年11月15日的2次全環食（亦稱混合食）、1704年11月27日至1957年4月30日的15次日環食、1975年5月11日至2083年7月15日的7次日偏食，總共歷時1280.14年。其中最長的全食發生於1398年5月16日，共持續了6分59秒。
下表列舉了1901年至2100年間發生的屬於該周期的日食，是第62至72次：
| 62            | 63            | 64            |
| ------------- | ------------- | ------------- |
| 1903年3月29日 | 1921年4月8日  | 1939年4月19日 |
| 65            | 66            | 67            |
| 1957年4月30日 | 1975年5月11日 | 1993年5月21日 |
| 68            | 69            | 70            |
| 2011年6月1日  | 2029年6月12日 | 2047年6月23日 |
| 71            | 72            |               |
| 2065年7月3日  | 2083年7月15日 |               |

## 資料來源
1. ↑  樊忠玉. . 中国天文科普网.   [2016-04-01]. （原始内容存档于2014-09-17）.
2. 1 2  Fred Espenak. . NASA Eclipse Web Site.   [2016-04-01]. （原始内容存档于2020-10-20）.（英文）
3. ↑  Fred Espenak. . NASA Eclipse Web Site.   [2016-04-01]. （原始内容存档于2020-10-24）.（英文）
4. ↑  Xavier M. Jubier. .   [2016-04-01]. （原始内容存档于2017-04-06）.（法文）（英文）
5. ↑  Fred Espenak. . NASA Eclipse Web Site.   [2016-04-01]. （原始内容存档于2017-12-28）.（英文）
6. ↑  Fred Espenak. . NASA Eclipse Web Site.（英文）

## 外部連結
- NASA日食專頁（页面存档备份，存于）（英文）
- 可見區域圖和時間統計：由弗雷德·埃斯佩纳克做出的日食預報，NASA/GSFC
  - Google互動地圖呈現的日食範圍
  - 貝塞爾元素
- Google地圖顯示的日環食和日偏食範圍（页面存档备份，存于）（法文）（英文）

| \| \| 日食 \|                              |                             |                                           |
| 上一次日食： 1920年11月10日日食 （日偏食） | 1921年4月8日日食 （日環食） | 下一次日食： 1921年10月1日日食 （日全食） |
| 上一次日環食： 1919年11月22日日食          | 1921年4月8日日食 （日環食） | 下一次日環食： 1922年3月28日日食          |
|                                            | 日食                        |                                           |